# Tick, tick... BOOM! : チック、チック…ブーン!
『tick, tick... BOOM! : チック、チック...ブーン!』（原題：tick, tick... BOOM!）は、ジョナサン・ラーソンによる同名のミュージカルをもとに、リン＝マニュエル・ミランダが監督した2021年のアメリカの伝記ミュージカル映画。

## 概要
名作ミュージカル『RENT/レント』を生み出した実在の作曲家ジョナサン・ラーソンを主人公にしている。主演はアンドリュー・ガーフィールド。他にロビン・デ・ジェス、アレクサンドラ・シップ、ジョシュア・ヘンリーで、ジュディス・ライト、ヴァネッサ・ハジェンズが出演した。『ハミルトン』『イン・ザ・ハイツ』のリン＝マニュエル・ミランダの映画監督デビュー作となった。
本作は2021年11月10日にAFI Festでワールドプレミアが行われた。11月12日に限定的な劇場公開が開始された後、11月19日にNetflixでストリーミング配信された。

## あらすじ
ミュージカル作曲家を目指す青年・ジョナサン・ラーソン。30歳の誕生日を目前に控え、恋や友情の悩み、ニューヨークでアーティストとして生きるプレッシャーなど、最高の作品を作りたいという焦りに直面してゆく。

## キャスト
※括弧内は日本語吹替。
| 役名                       | 俳優                                     | 役どころ                                                     |
| -------------------------- | ---------------------------------------- | ------------------------------------------------------------ |
| ジョナサン・ラーソン       | アンドリュー・ガーフィールド（下川涼）   | ミュージカル界で成功を夢見る作曲家                           |
| スーザン・ウィルソン       | アレクサンドラ・シップ（松本沙羅）       | ジョナサンのガールフレンド                                   |
| マイケル                   | ロビン・デ・ジェズス（丸山壮史）         | ジョナサンの親友                                             |
| ロジャー                   | ジョシュア・ヘンリー                     | ジョナサンの友人で「スーパニア」の出演者                     |
| カレッサ・ジョンソン       | ヴァネッサ・ハジェンズ（村田遥）         | ジョナサンの友人でパフォーマー                               |
| アイラ・ワイツマン         | ジョナサン・マーク・シャーマン           | プレイライツ・ホライゾンズのミュージカル・シアター部門責任者 |
| キャロライン               | MJ・ロドリゲス                           | ジョナサンの友人でムーンダンス・ダイナーのウェイター仲間     |
| フレディ                   | ベン・リーバイ・ロス                     | ジョナサンの友人でムーンダンス・ダイナーのウェイター仲間     |
| ローザ・スティーブンス     | ジュディス・ライト                       | ジョナサンのエージェント                                     |
| スティーブン・ソンドハイム | ブラッドリー・ウィットフォード（仲野裕） | ミュージカル界の巨匠と称される作曲家・作詞家                 |
| ジュディ・ライト           | ローラ・ベナンティ                       | 広告のフォーカスグループの責任者                             |
| キム                       | ダニエル・ファーランド                   | 広告フォーカス・グループのメンバー                           |
| ペギー                     | ミカエラ・ダイアモンド                   | 広告フォーカス・グループのメンバー                           |
| トッド                     | ウトカルシュ・アンベードカル             | 広告のフォーカスグループのメンバー                           |
| クリスティン               | ジゼル・ヒメネス                         | スーパービア・ワークショップのパフォーマー                   |
| ローレン                   | ケイト・ロックウェル                     | 「Suba」ワークショップのパフォーマー                         |
| ダーニャ                   | アニーサ・フォールド                     | 「Suba」ワークショップのパフォーマー                         |
| リンカーン                 | ジョエル・ペレス                         | 「Suba」ワークショップのパフォーマー                         |
| ナネット・ラーソン         | ジュディ・クーン                         | ジョナサンの母親                                             |
| アラン・ラーソン           | ダニー・バースタイン                     | ジョナサンの父                                               |
| ドナ                       | ローレン・マーカス                       | ジョナサンの友人でビデオカメラマン                           |
| ウォルター・ブルーム       | リチャード・カインド                     | ミュージカル・シアター・ワークショップの責任者               |
| スムース                   | タリク・トロッター                       |                                                              |
| スコット                   | ライアン・バスケス                       | ロジャーの友人                                               |
| モリー                     | ジョアンナ・P. アドラー                  | ストランド・ブックストアの店員                               |
| デヴィッド                 | ジェラニ・アラディン                     | マイケルのパートナー                                         |
| ビルのドアマン             | クリス・サリバン                         |                                                              |

## スタッフ
- 監督：リン＝マニュエル・ミランダ
- 脚本：スティーブン・レヴェンソン
- 製作：ブライアン・グレイザー、ロン・ハワード、ジュリー・オー、リン＝マヌエル・ミランダ
- 製作総指揮：セリア・コスタス、ジュリー・ラーソン、スティーブン・レベンソン
- 原作：ジョナサン・ラーソン
- 撮影：アリス・ブルックス
- 美術：アレックス・ディジェルランド
- 衣装：メリッサ・トス
- 編集：マイロン・カーシュタイン、アンドリュー・ワイズブラム
- 音楽：ジョナサン・ラーソン
- 音楽監修：スティーブン・ギジッキ

## 評価
Rotten Tomatoesでは映画批評家が88%の支持評価となった。